# Goatpsalm
Goatpsalm est un groupe russe de death industriel.

## Histoire
Le bassiste et chanteur Alex « Morkh » Shadrin, actif depuis les années 1990 en tant que musicien sur la scène industrielle et black metal russe avec des groupes comme Velehentor, Izakaron ou Serpentrance, contacte le chanteur et multi-instrumentiste Horth du groupe de black metal Karna, après que Shadrin ait écrit ses premiers morceaux sous l'influence de Velehntor et Karna, afin de créer un projet commun. Le guitariste Sadist de SS-18 les rejoint en tant que membre additionnel du groupe. En tant que trio, les musiciens, qui vivent dans des villes différentes, forment Goatpsalm sur la base de leur travail commun en tant que projet de studio exclusif,. En 2010, le premier album Sonic Desterilization of Light est enregistré. Alors que le groupe travaille sur ce premier album, il décide de l'appeler Goatpsalm, car il correspond « à l'enfer » qu'ils avaient « créé », « traversé par l'obscurité et le chaos ». L'album sort en 2012 sur Assault Records. Les morceaux bonus sont conçus par la graphiste russe Musta Aurinko. Sonic Desterilization of Light n'attire guère l'attention internationale, mais reçoit un écho positif dans le milieu du heavy metal et de l'industriel russe,.
En 2011, le groupe enregistre son deuxième album, Erset La Tari, plus orienté vers le black doom. L'album sort environ un mois après le premier, également en 2012, mais sur Aesthetic Death Records, ce qui permet à Goatpsalm d'atteindre un public plus large et international. Les critiques ont pour la plupart qualifié l'album de sortie médiocre, ne rendant pas suffisamment justice à ses modèles,,. Seuls quelques-uns ont attribué à l'album une grande qualité.
En 2014, la constellation du groupe change de manière durable, avec des répercussions sur le concept musical du groupe. Shadrin quitte Goatpsalm et est remplacé par le chanteur et multi-instrumentiste Mikhail « Vaarwel » Saveliev et le batteur Dmytro « Kim » Gerasimov. Après ce changement de personnel, le groupe se réoriente musicalement vers le funeral doom. Le troisième album studio, Downstream, sorti en 2016, sort comme le précédent via Aesthetic Death Records et est unanimement salué par la critique,.
Après une longue période de repos, l'album collaboratif Ash, pour lequel Goatpsalm coopère avec Horthodox suit en 2021. Une fois de plus, le groupe varie son style en intégrant des éléments de dark ambient et néofolk, tout en diminuant la part de metal dans la musique. Comme les albums précédents, Ash sort via Aesthetic Death Records et, comme son prédécesseur, reçoit un accueil majoritairement positif.

## Style musical
Le style musical des deux premières sorties est décrit comme un mélange de death industriel, dark ambient et black metal, et est comparé à Archon Satani, MZ. 412 et Abruptum,,. Le troisième album studio, Downstream, sorti en 2016, mélange ambient et funeral doom, qui s'inscrit dans la tradition de Thergothon, avec des instruments ethniques,.
Sur les deux premiers albums, le groupe utilise des samples tels que « des bruits de vent, des synthés ambient sombres et des cris incantatoires et méchants », qui étaient combinés à un jeu de guitare varié et parfois à des « percussions rituelles ». Les morceaux présentés consistent en partie en « collages sonores purs », qui sont combinés dans d'autres morceaux avec « une sorte de très méchant black metal dépressif ».
Selon Metal-District, le tempo s'oriente vers le funeral doom, tandis que celui-ci est « dominé par des coups de guitare/basse vrombissants, singularisés, éternellement longs et accompagnés de toutes sortes d'autres bruits grinçants et criards ». Le son d'ensemble serait d'origine industrielle et drone doom et se présenterait de manière « assez introvertie ». Outre les craquements mentionnés par Legacy, certains morceaux contiennent des « murmures et des grognements incantatoires ».
Le troisième album, Downstream, est également décrit comme « une musique très sombre, souvent rituelle, avec une grande part d'ambient ». Mais contrairement à ses prédécesseurs, l'album est « plus compartimenté », « plus accessible » et « moins bizarre ». Selon metal1.info, Goatpsalm agit sur Downstream avec « des sons atmosphériques, des mélodies de guitare claire, des riffs doomesques et un [...] mélange de chuchotements religieux et de growls profonds ». L'instrumentation est jugée de la même manière sur Hateful Metal. Les « arrangements ambient et atmosphériques » dominent sur Downstream et se transforment régulièrement en « funeral doom sphérique ». L'instrumentation recourt entre autres à une guimbarde et à des guitares acoustiques, ce qui renforce le « caractère calme et sphérique » de la musique.
Les paroles du deuxième album Erset La Tari sont décrites sur XXL-Rock comme des « incantations ». Selon metal1.info, Goatpsalm agit sur Downstream avec des « sons atmosphériques, des mélodies de guitares claires, des riffs doom et un [...] mélange de chuchotements dévotionnels et de growls profonds ». Le troisième album Downstream est qualifié par « Horth » d'album-concept sur la vie, les croyances et les rituels de l'antiquité nord-européenne sans se référer à une époque ou une ethnie concrète.

## Discographie
- 2012 : Sonic Desterilization of Light (Assault Records)
- 2012 : Erset La Tari (Aesthetic Death Records)
- 2016 : Downstream (Aesthetic Death Records)
- 2021 : Ash (album avec Horthodox, Aesthetic Death Records)